# Vakílu'd-Dawlih
Vakílu'd-Dawlih, al secolo Afnán-i-Yazdí (in arabo أفنان اليازدي‎?), noto anche come Ḥájí Mírzá Muḥammad-Taqí (1830 – 1909), è stato un eminente seguace di Bahá'u'lláh, il fondatore della Fede bahai.
Vakílu'd-Dawlih era un Afnán, cioè parente del Báb per tramite di Khadíjih-Bagum moglie del Báb stesso.
Vakílu'd-Dawlih diresse la costruzione del primo tempio bahai, quello di Ashgabat, nell'attuale Turkmenistan, iniziato attorno al 1902, al tempo di 'Abdu'l-Bahá.
Vakílu'd-Dawlih fu uno dei diciannove apostoli di Bahá'u'lláh di cui fu un fervente seguace.